# Hybo
Hybo är en småort (tätort före 2023) i Ljusdals kommun. Orten ligger omkring fem kilometer sydost om centralorten Ljusdal och omges av Hybosjön, Hyboberget och berget Hyboklacken.
Enligt professor Bertil Storåkers på KTH är Hybo klack Sveriges geografiska mittpunkt.

## Historia
En viktig industri i Hybo var ångsågen.

### Befolkningsutveckling
| Befolkningsutvecklingen i Hybo 1950–2020 | Befolkningsutvecklingen i Hybo 1950–2020 | Befolkningsutvecklingen i Hybo 1950–2020 | Befolkningsutvecklingen i Hybo 1950–2020 | Befolkningsutvecklingen i Hybo 1950–2020 |
| ---------------------------------------- | ---------------------------------------- | ---------------------------------------- | ---------------------------------------- | ---------------------------------------- |
|                                          |                                          |                                          |                                          |                                          |
| År                                       |                                          |                                          | Folkmängd                                | Areal (ha)                               |
| 1950                                     | 1950                                     |                                          | 505                                      |                                          |
| 1960                                     | 1960                                     |                                          | 458                                      |                                          |
| 1965                                     | 1965                                     |                                          | 378                                      |                                          |
| 1970                                     | 1970                                     |                                          | 262                                      |                                          |
| 1975                                     | 1975                                     |                                          | 243                                      |                                          |
| 1980                                     | 1980                                     |                                          | 259                                      |                                          |
| 1990                                     | 1990                                     |                                          | 270                                      | 73                                       |
| 1995                                     | 1995                                     |                                          | 268                                      | 73                                       |
| 2000                                     | 2000                                     |                                          | 264                                      | 73                                       |
| 2005                                     | 2005                                     |                                          | 262                                      | 73                                       |
| 2010                                     | 2010                                     |                                          | 241                                      | 60                                       |
| 2015                                     | 2015                                     |                                          | 206                                      | 50                                       |
| 2020                                     | 2020                                     |                                          | 214                                      | 49                                       |
|                                          |                                          |                                          |                                          |                                          |